# バラカート
バラカート（アル・バラカアト、アラビア語: البركات, 英: al-Barakat, al-Barakaat）は1986年にソマリアで作られた企業グループ。金融機関としての役割が大きい。2001年のアメリカ同時多発テロ事件(911)をきっかけに国連から資産凍結措置を受けている。バカラートの創設者アーメド・ヌル・アリ・ジマーレ（Ahmed Nur Ali Jimale）は、資産凍結措置を受けた時にはアラブ首長国連邦に住んでいた。なお、バラカートはアラビア語で「祝福」を意味し、この記事の組織と無関係に「バラカート」の名を持つものもある。

## 概要
バラカートの決済は、中東から南アジアのイスラーム社会に広く見られる送金システム「ハワラ (Hawala) 」を採用している。ハワラは証文を残さない一種の信用取引システムであり、アメリカなどではテロ組織の資金源の温床とみなされている。2001年には40カ国に支店が設けられており、ソマリア国内で最大の民間企業でもあった。バラカートは国外のソマリア人からソマリアへの送金を、1年で約1億4千万アメリカドル取り扱っていた。そのほか、電話とインターネット・サービスの提供も行っていた。
バラカートができたのは、ソマリア内戦が本格化する1991年よりも前の1986年のことであるが、その活動が本格化したのは、国際連合平和維持活動がソマリアから撤退するきっかけとなった1993年のモガディシュの戦闘（ブラックホーク・ダウン事件）よりも後のことである。この事件をきっかけに、公的金融機関を使ってのソマリアへの送金は不可能となったが、ハラワを決済手段としているバラカートは送金業務を続けたため、一部の住民にとって生命線となった。

## 911アメリカ同時多発テロ事件の影響
2001年のアメリカ同時多発テロ事件後の11月13日、バラカートは国連安保決議により、ターリバーンやアルカーイダの関連団体と見られて資産凍結措置対象リストに入れられた。911事件の実行犯が、バラカートを使って資金管理をしていたとみなされたためだった。2001年、アメリカ合衆国はアル・バラカート銀行をテロの総本山とみなし、その国外送金口座を凍結した。ただし911調査委員会 (en) の調べでは、アル・バラカート銀行とテロ組織との関連は見つからなかった。テロ支援の容疑は見つからなかったものの、アル・バカラート銀行は2003年前半までに別の4つの理由で刑事告発された。2004年に出た911調査委員会報告書 (en) によると、世界貿易ビルの攻撃資金はアル・バラカート銀行を使ったものではなく、フロリダ州のサントラスト銀行 (en) によるものであった。ただし2009年現在でもバラカートグループの資産凍結措置は解除されていない。
アル・バラカート銀行の国外送金口座が凍結されるまで、ここを通じた送金はソマリアの国民総生産の25から40パーセントを占めており、この凍結はソマリア経済に重大な影響を与えた。まもなく別の機関がアル・バラカート銀行の代わりを務めるようになったが、しばらくの間は人道支援を含むソマリアでの活動に重大な影響を与えた。